# 菲利普·桑德斯
菲利普·“弗利普”·桑德斯（英語：Philip "Flip" Saunders，1955年2月25日—2015年10月25日），生于俄亥俄州克里夫兰，美国职业篮球教练。

## 高中/大学时期
桑德斯是克里夫兰Cuyahoga Heights高中的明星球员。1973年，在他十二年级时期获得了俄亥俄州A级高中最佳球员的称号，比赛中得到了全州最高的场均32.0分。随后进入明尼苏达大学打球，在他所参加的103场大学比赛中101次首发，他当时的队友包括了雷·威廉姆斯、米切尔·汤普森以及1980年波士顿凯尔特人队的传奇球星凯文·麦克海尔，他们共同带领明尼苏达大学取得了大学联赛24胜3负的最佳战绩。

## 执教时期

### 大学时期
桑德斯在金谷卢瑟学院 (Golden Valley Lutheran College)开始了他的执教生涯，他取得了92胜13负的佳绩，其中包括四个赛季主场56胜0负的完美战绩。1981年，他成为他母校明尼苏达大学的助理教练，协助球队取得了赛季大十联盟 (Big Ten Conference)的冠军，在明尼苏达五个赛季之后他成为了塔尔萨大学 (University of Tulsa)的助理教练，随后开始执教职业篮球队。

### 大陆篮球协会时期
桑德斯在大陆篮球协会 (CBA)作为主教练执教了7个赛季，取得了联盟第二的253次胜场。他的CBA执教生涯开开始于南达科他州拉皮德市的拉皮德尖叫队 (Rapid City Thrillers)，随后于1989-94赛季在威斯康星州拉克罗斯的拉克罗斯嘲鸫队 (La Crosse Catbirds)，两次夺得CBA总冠军，在1994-95赛季执教完苏福尔斯天空力量队 (Sioux Falls Skyforce)之后他成为了嘲鸫队 (1991-93)的总经理和球队主席 (1991-94)，桑德斯在CBA联盟出色的执教表现包括连续7个赛季超过30个胜场，两座CBA总冠军奖杯 (1990赛季和1992赛季)，两次CBA最佳教练荣誉 (1989赛季和1992赛季)和他执教下的23位CBA-晋级-NBA的球员.

### 明尼苏达灰狼时期
1995年5月11日桑德斯成为NBA明尼苏达灰狼队的总经理，在他的前队友凯文·麦克海尔手下工作。1995年11月18日，桑德斯接替比尔·布莱尔成为灰狼队的主教练。
在麦克海尔接管灰狼的篮球运作后不久，桑德斯在球队取得6胜14负的开局后很快从总经理的职务上增加了主教练的职责。灰狼在赛季常规赛随后取得了20胜42负，但是赛季下半段球队菜鸟球员凯文·加内特逐渐成为了NBA一线球员。
桑德斯带领灰狼队在1996-97赛季首次打入季后赛，也首次作为主教练执教完整个赛季。1999-2000赛季，球队得到了赛季常规赛50胜，并且在2001-02赛季复制了这一成绩。
2003-04赛季在灰狼队取得了成功，带领球队打入西部联盟决赛，但是他们在随后的2004-05赛季球队陷入了低潮，胜场略低于负场。2005年2月12日，桑德斯被球队解职，主教练职务由球队篮球运作副主席凯文·麦克海尔所接替，许多球迷相信这次被解职是由于球队的糟糕战绩以及萨姆·卡塞尔和拉特里尔·斯普雷维尔的合同麻烦，但是也有许多观点公认为桑德斯已经执教了8个赛季的明尼苏达，可能球队需要一个新的声音。

### 底特律活塞队时期
桑德斯在2005年7月21日接替了拉里·布朗出任底特律活塞队主教练，在他的带领下活塞队取得了常规赛64胜18负的球队新纪录。桑德斯也成为了在休斯敦举办的2006年NBA全明星赛东部全明星队主教练，最终东部全明星队122-120击败西部全明星队。
尽管在赛季中取得成功，但是桑德斯也受到很多批评指着他所带领的活塞队在季后赛中表现不佳，2006年东部半决赛中球队在和克里夫兰骑士队苦战7场后以4-3击败对手，但在东部决赛中2-4不敌迈阿密热火队。赛后桑德斯被批评在东部决赛中球队的防守十分糟糕，这也使得本·华莱士以自由球员身份在2006年赛季结束和东部对手芝加哥公牛队签约。2007年季后赛，活塞连续第5个赛季晋级东部决赛，但是在决赛中2-0领先的大好形势下最终被骑士队翻盘。2008年季后赛，活塞连续第6个赛季晋级东部决赛，但在东部决赛中2-4不敌凯尔特人队。

### 华盛顿巫師队时期
2009年4月14日桑德斯签下4年1800万美元的合约，成为华盛顿巫師队的新任主教练。
2012年1月24日，桑德斯被奇才队解雇，由前任明尼苏达灰狼队主教练兰迪·威特曼继任。桑德斯在奇才执教时的战绩为51胜130负。

### 重回明尼苏达灰狼執教
2014年6月5日，ESPN和美聯社消息桑德斯將重返執教明尼蘇達灰狼。
2015年9月10日，明尼蘇達灰狼隊宣布，桑德斯動霍奇金淋巴瘤手術，而助理教練山姆·米切爾（Sam Mitchell）將擔任臨時主教練的角色。10月25日，桑德斯逝世，享年60歲。由米切爾正式接任主教練。

## 季后赛困扰
连续七个赛季，桑德斯都带领球队止步于季后赛首轮。2004年NBA季后赛，常规赛联盟排名第一的灰狼在强劲的表现后依然在西部决赛中2-4败给了洛杉矶湖人队。
2005-06赛季，在拉里·布朗转投纽约尼克斯队的后桑德斯成为底特律活塞队主教练。之前活塞队背靠背的二个赛季打入了NBA总决赛并且夺得一次NBA总冠军，在2005-06赛季中球队得到了全联盟最佳的常规赛成绩，四名首发球员入选NBA全明星赛，但是最终这支强大的活塞还是在东部决赛中2-4败给了迈阿密热火队。
赛季结束后，活塞失去了转投芝加哥公牛队的本·华莱士，但是老将克里斯·韦伯出于对冠军的渴望而加盟了球队。在2006-07赛季，活塞队取得了东部最佳战绩，但是在东部决赛中2-4败给了勒布朗·詹姆斯领衔的克里夫兰骑士队。

## 主教練成績
| 隊伍 | 年份    | 常規賽     | 常規賽     | 常規賽     | 常規賽     | 常規賽           | 季後賽       |
| 隊伍 | 年份    | 比賽       | 勝         | 負         | 勝率       | 排名             | 季後賽       |
| ---- | ------- | ---------- | ---------- | ---------- | ---------- | ---------------- | ------------ |
| MIN  | 1995-96 | 62         | 20         | 42         | .323       | 中西部赛区第五名 |              |
| MIN  | 1996-97 | 82         | 40         | 42         | .498       | 中西部赛区第三名 | 第一轮失利   |
| MIN  | 1997-98 | 82         | 45         | 37         | .549       | 中西部赛区第三名 | 第一轮失利   |
| MIN  | 1998-99 | 50         | 25         | 25         | .500       | 中西部赛区第四名 | 第一轮失利   |
| MIN  | 1999-00 | 82         | 50         | 32         | .610       | 中西部赛区第三名 | 第一轮失利   |
| MIN  | 2000-01 | 82         | 47         | 35         | .573       | 中西部赛区第四名 | 第一轮失利   |
| MIN  | 2001-02 | 82         | 50         | 32         | .610       | 中西部赛区第三名 | 第一轮失利   |
| MIN  | 2002-03 | 82         | 51         | 31         | .622       | 中西部赛区第三名 | 第一轮失利   |
| MIN  | 2003-04 | 82         | 58         | 24         | .756       | 中西部赛区第一名 | 西区决赛失利 |
| MIN  | 2004-05 | 51         | 25         | 26         | .490       | 西北赛区第三名   | 被開除       |
| DET  | 2005-06 | 82         | 64         | 18         | .817       | 中央赛区第一名   | 东区决赛失利 |
| DET  | 2006-07 | 82         | 53         | 29         | .646       | 中央赛区第一名   | 东区决赛失利 |
| DET  | 2007-08 | 82         | 59         | 23         | .720       | 中央赛区第一名   | 东区决赛失利 |
| —    | 2008-09 | （無執教） | （無執教） | （無執教） | （無執教） | （無執教）       | （無執教）   |
| WAS  | 2009-10 | 82         | 26         | 56         | .317       | 东南赛区第五名   |              |
| WAS  | 2010-11 | 82         | 23         | 59         | .280       | 东南赛区第五名   |              |
| WAS  | 2011-12 | 17         | 2          | 15         | .118       | 东南赛区第五名   | 被開除       |
| MIN  | 2014-15 | 82         | 16         | 66         | .206       | 西北赛区第五名   | 未进入       |
| 總計 | 總計    | 1248       | 654        | 594        | .524       |                  |              |

## 名人轶事
据桑德斯表示，他在2007年8月1日发生的多人死亡明尼阿波利斯I-35大桥坍塌事故中离事故现场只有20码的距离。